# Otmar Striedinger
Otmar Striedinger (Grabs, Austria; 14 de abril de 1991) es un esquiador que tiene 1 pódium en la Copa del Mundo de Esquí Alpino.

## Resultados

### Juegos Olímpicos de Invierno
- 2014 en Sochi, Rusia
  - Super Gigante: 5.º
  - Combinada: 21.º

### Campeonatos Mundiales
- 2015 en Vail/Beaver Creek, Estados Unidos
  - Super Gigante: 24.º

### Copa del Mundo

#### Clasificación general Copa del Mundo
- 2012-2013: 110.º
- 2013-2014: 33.º
- 2014-2015: 37.º

#### Clasificación por disciplinas (Top-10)
- 2013-2014:
  - Super Gigante: 7.º